# Tempestade tropical Clovis
A tempestade tropical severa Clovis (designação do JTWC: 06S; conhecido simplesmente como tempestade tropical Clovis) foi um ciclone tropical que atingiu o leste de Madagascar nos primeiros dias do ano de 2007. Sendo o quinto ciclone tropical e o terceiro sistema tropical nomeado da temporada de ciclones no Oceano Índico sudoeste de 2006-07, Clovis formou-se de uma perturbação tropical em 29 de Dezembro de 2006 a oeste de Diego Garcia e intensificou-se gradualmente assim que seguia para sudoeste, atingindo o pico de intensidade com ventos máximos sustentados de 120 km/h, segundo o JTWC, ou 110 km/h, segundo o CMRE de Reunião, pouco antes de atingir a costa leste de Madagascar em 3 de Janeiro.
Clovis provocou fortes ventos e enchentes na região, forçando quase 1.500 pessoas a saírem de suas residências. No entanto, o ciclone não provocou mortes.

## História meteorológica

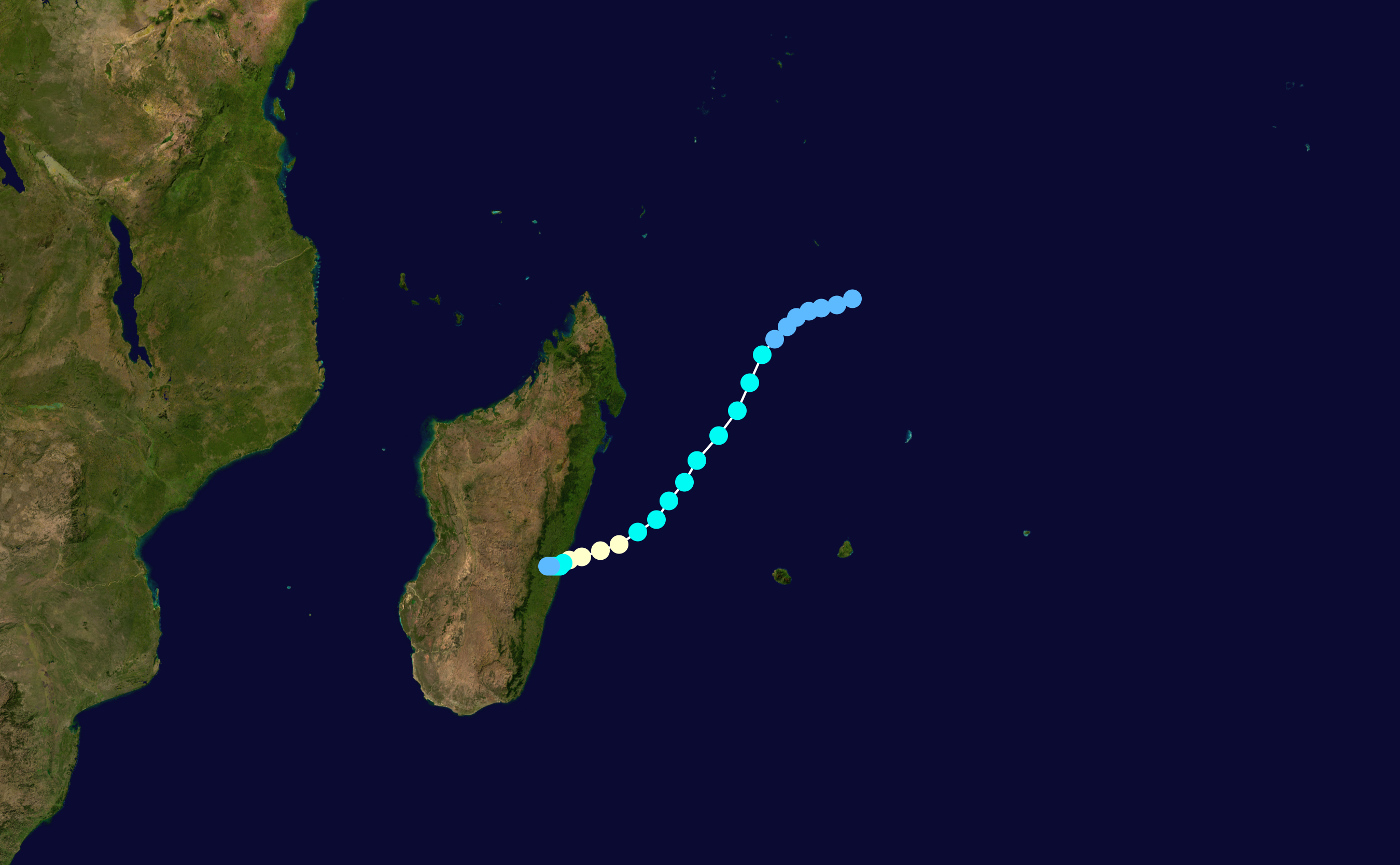
O caminho de Clovis

A área de convecção que viria a dar origem à tempestade tropical Clovis foi observada pela primeira vez em 21 de Dezembro a cerca de 525 km a oés-noroeste de Diego Garcia, Território Britânico do Oceano Índico. O Joint Typhoon Warning Center (JTWC) começou a monitorar o sistema como uma perturbação tropical durante a manhã (UTC) de 24 de Dezembro. Naquele momento, imagens de satélite mostravam bandas de tempestade começando a seguir ciclonicamente em torno de um centro ciclônico de baixos níveis ainda não bem definido. O sistema estava numa região com boa difluência de altos níveis, mas o cisalhamento do vento moderado impedia uma rápida intensificação do sistema. No dia seguinte, o Centro Meteorológico Regional Especializado (CMRE) de Reunião começou a monitorar o sistema como uma zona de distúrbios meteorológicos e atribuiu-lhe a designação 04R. Em 26 de Dezembro, o sistema, seguindo para oeste-sudoeste pela periferia de uma alta subtropical ao seu sudeste, entrou numa região com cisalhamento do vento mais baixo. Com isso, o CMRE de Reunião classificou o sistema para uma perturbação tropical por volta do meio-dia (UTC), e, a partir de então, o sistema começou a se intensificar mais rapidamente e no final da noite (UTC) daquele dia, o JTWC emitiu um alerta de formação de ciclone tropical sobre o sistema. No entanto, em 27 de Dezembro, o cisalhamento do vento aumento significativamente e praticamente todas as áreas de convecção associadas ao sistema foram deslocadas para oeste do centro ciclônico. O JTWC repetiu o alerta de formação de ciclone tropical por cinco vezes enquanto o sistema não se organizava. Em 28 de Dezembro, com a desorganização do sistema por causa do cisalhamento do vento e também devido à convergência atmosférica causada pela alta subtropical ao seu sudeste, o CMRE de Reunião desclassificou a perturbação para uma zona de distúrbios meteorológicos e emitiu seu aviso final sobre o sistema. No entanto, ao meio-dia de 29 de Dezembro, o CMRE de Reunião voltou a emitir avisos, mas no entanto para a zona de distúrbios meteorológicos 05R, dizendo que o sistema 04R tinha se dissipado, mas um novo centro ciclônico de baixos níveis tinha se formado nas áreas de convecção remanescentes de 04R. O sistema começou a se intensificar-se gradualmente e em 31 de Dezembro, o CMRE de Reunião classificou o sistema para uma depressão tropical. Ao mesmo tempo, o JTWC classificou o sistema para o ciclone tropical 06S, após ter emitido seu quinto alerta de ciclone tropical (AFCT) horas antes. Naquele momento, o centro do ciclone localizava-se a cerca de 975 km a nordeste de Antananarivo, Madagascar.
O sistema continuou a se fortalecer gradualmente e às 12:00 (UTC) de 31 de Dezembro, o CMRE de Reunião classificou a depressão para uma tempestade tropical moderada, atribuindo-lhe o nome Clovis, que foi submetido à lista de nomes de ciclones por Maurício. Apenas seis horas depois, o CMRE de Reunião classificou Clovis como uma tempestade tropical severa. Naquele momento, Clovis seguia para sul-sudoeste, através de uma brecha na alta subtropical causada por um forte cavado de médias latitudes no sul do Canal de Moçambique. Nos dias seguintes, Clovis, seguindo para sul-sudoeste, continuou a se intensificar lentamente, alcançando o pico de intensidade durante a noite de 2 de Janeiro, com ventos máximos sustentados de 120 km/h, intensidade equivalente a um furacão de categoria 1 na escala de furacões de Saffir-Simpson. Segundo o CMRE de Reunião, a intensidade máxima de Clovis foi de 110 km/h. Clovis manteve o pico de intensidade por cerca de 24 horas.
Uma crista de onda curta formou-se o sul da tempestade, que forçou Clovis a seguir para oeste mais lentamente. Ao mesmo tempo, Clovis começou a se enfraquecer assim que sua circulação ciclônica começou a interagir com a costa leste de Madagascar. Por volta do meio-dia (UTC) de 3 de Janeiro, Clovis fez landfall na costa de Madagascar, a cerca de 65 km a norte-nordeste de Mananjary. Com isso, o CMRE desclassificou Clovis para uma depressão sobre terra, enquanto que o JTWC emitiu seu aviso final sobre o sistema durante a manhã (UTC) de 4 de Janeiro. Seis horas depois, o CMRE também emitiu seu aviso final sobre Clovis. O Laboratório de Pesquisas Navais (NRL) da Marinha dos Estados Unidos continuou a seguir Clovis até 6 de Janeiro, quando o ciclone dissipou-se totalmente sobre Madagascar.

## Preparativos e impactos
Às 18:00 (UTC) de 31 de Dezembro, o centro de Clovis passou a apenas 26 km a oés-noroeste de Tromelin, uma pequena ilha a nordeste de Madagascar pertencente a França. A estação meteorológica situada na ilha registrou ventos máximos sustentados de 100 km/h, com rajadas de 130 km/h.
Clovis provocou chuvas torrenciais na região de Mananjary. Somente lá, as enchentes forçaram cerca de 400 pessoas a saírem de suas residências. Os ventos fortes destelharam várias residências e derrubaram postes, que deixou a região sem eletricidade. Mais ao norte, na cidade de Nosy-Varika, 298 residências foram completamente destruídas e várias plantações de arroz foram inundadas. A localidade ficou praticamente isolada do resto do mundo assim que os ventos fortes causaram a interrupção do fornecimento de eletricidade e o corte da comunicação telefônica, além de enchentes inundarem as rodovias de acesso. Com isso, 1.060 pessoas tiveram que sair de suas residências somente em Nosy-Varika.